# The Mother Heart (film, 1914)
Pour les articles homonymes, voir The Mother Heart.
The Mother Heart est un film muet américain réalisé par Colin Campbell et sorti en 1914.

## Fiche technique
- Titre : The Mother Heart
- Réalisation : Colin Campbell
- Scénario : Lanier Bartlett, d'après son histoire
- Producteur : William Selig
- Format : Noir et blanc — 35 mm — 1.33:1 — Muet
- Dates de sortie : 
  -  États-Unis : 29 juillet 1914

## Distribution
- Wheeler Oakman
- Bessie Eyton
- Jack McDonald
- Lillian Hayward